# Karl von Wedel-Parlow

Karl von Wedel-Parlow

Karl Maria von Wedel-Parlow (* 16. Juli 1873 in Schönaich; † 23. November 1936 in Berlin) war ein deutscher Politiker (NSDAP).

## Leben und Wirken
Karl Maria von Wedel-Parlow, ein Nachfahr des preußischen Kriegsministers Carl Heinrich von Wedel und des Alten Dessauers, war eines von fünf Kindern des Journalisten Emil von Wedel-Parlow (1833–1896) und der Alberta geb. von Dittmar (1845–1933). Sein Großvater und sein Urgroßvater waren Landräte des Kreises Angermünde.
Nach dem Besuch des humanistischen Gymnasiums in Eberswalde diente Karl von Wedel-Parlow im Dragoner-Regiment „von Wedel“, seit 1896 als Leutnant. Nach seinem Übertritt zur Reserve im Jahr 1903 nahm er an der Universität Halle ein Studium der Landwirtschaft und Rechtswissenschaften auf, aber bereits 1904 erwarb er das Rittergut Rhode bei Königslutter, das er bis zum Beginn des Ersten Weltkriegs bewirtschaftete und 1917 veräußerte. Im Ersten Weltkrieg, an dem er seit 1914 teilnahm, wurde er 1916 zum Rittmeister befördert.
1925 trat er der NSDAP bei. Später war er Reichsredner, Beisitzer im Ehrengerichtshof der Deutschen Rechtsfront und stellvertretender Gauführer des Bundes Nationalsozialistischer Deutscher Juristen. „Auf ausdrücklichen Wunsch des Führers“ vertrat er seine Partei zwischen 1932 und 1933 im Preußischen Landtag. Gemeinsam mit anderen Abgeordneten adliger Abkunft rief er den Adel auf, „gegen Weltfremdheit und Kastengeistigkeit sich zum deutschen Sozialismus und dem neuen Reich unter der Führung Adolf Hitlers“ zu bekennen, wahrer Adel sei „nicht an Namen gebunden“, sondern erwachse „aus dem Kampf für Volk und Staat“. Zwischen 1933 und 1936 gehörte er der NSDAP-Fraktion des Reichstags an. Sein Mandat wurde nach seinem Tode für den Rest der Wahlperiode durch Wilhelm Kube weitergeführt.
Verheiratet war Karl von Wedel-Parlow seit 1900 mit Ottilie geb. Friemann (1882–1973) aus Eisleben, einer Tochter des Fabrikanten Heinrich Friemann. Aus der Ehe gingen fünf Kinder hervor.